# Tablada
Tablada ist ein Stadtviertel der südspanischen Stadt Sevilla im Distrito Los Remedios mit 1520 Einwohnern auf der Guadalquivir-Insel westlich des Hafens und südlich des Messegeländes beziehungsweise der Feria de Abril de Sevilla.

## Aeródromo de Tablada
Den größten Flächenanteil des Viertels nimmt der 1920 eingeweihte ehemalige Militärflugplatz der spanischen Luftwaffe ein, des Ejército del Aire. An seinem Rand befindet sich ein Airbus-Defence-and-Space-, ehemals CASA-Werk zur Flugzeugproduktion. Der Flugplatz selbst wurde um 2005 geschlossen.

### Geschichte
Nach einem ersten Flug in Tablada über Sevilla im Jahr 1910 wurde in Tablada in Folge ein Aeroclub gegründet und 1920 weihte König Alfons XIII. die Base Aérea de Tablada ein, der zweite Militärflugplatz überhaupt des Ejército del Aire. 
Der Flugplatz Tablada war der erste Ort auf dem spanischen Festland, den die Legion Condor, und zwar von Tétouan in Marokko aus, am 26. August 1936 anflog, um danach das Vorrücken der Nationalen insbesondere im Norden des Landes zu unterstützen, unter anderem mit dem berüchtigten Angriff am 26. April 1937 auf das baskische Gernika. Hier wurden in der ersten Phase des Krieges auch die über den Hafen von Cádiz aus Deutschland verschifften zerlegten Maschinen wieder montiert und eingeflogen. Im Dezember 1936 trafen u. a. die ersten Messerschmitt Bf 109 für die Versuchsjagdgruppe 88 (VJ/88) ein. Die ersten Kampfeinsätze überhaupt dieses meistgebauten Jagdflugzeuges weltweit erfolgten von Tablada beim Vormarsch der Nationalen auf Málaga.
Nach dem Bürgerkrieg baute die CASA zwischen 1940 und 1958 in ihrem neuen Werk Tablada 200 Heinkel He 111 in drei verschiedenen Versionen – Bomber, Aufklärer und Passagierflugzeug – in Lizenz. Der Erstflug der CASA 2.111 fand auf Grund von Problemen bei der Industrialisierung erst am 23. Mai 1945 statt und das CASA-Werk wurde erst 1948 offiziell eingeweiht. Staatschef Franco besuchte die 2.111 Fertigung und Flugaufnahmen des Films Luftschlacht um England entstanden 1968 im Luftraum über Sevilla, wobei "auf deutscher Seite" CASA 2.111 und in San Pablo gebaute Hispano Aviación HA-1112 zum Einsatz kamen.
Claude Dornier, der bereits zwischen den Weltkriegen Wale in Cádiz fertigte, kehrte nach dem Zweiten Weltkrieg nach Spanien zurück und im Jahr 1949 begann in Tabladaa die Fertigung der Do 27 bzw. CASA C.127, die hier in der Version Do 27B noch bis 1965 gefertigt wurde.

### Heutige Nutzung
Heute entstehen im Tablader Airbus-Werk Bauteile und Baugruppen für Flugzeugmodelle insbesondere von Airbus, unter anderem das Höhenleitwerk der A400M. In der Avenida de Tablada, die von Norden auf das Flughafenhauptgebäude zuführt, gibt es Theater, Restaurants und Hotels.